# Niurka Marcos
Niurka Marcos  (Havanna, Kuba, 1967. november 25. –) kubai születésű mexikói énekesnő, táncosnő és színésznő.

## Magánélete
Öt testvére van: Martha, Maribel, Thomas, María del Carmen, és Ernesto. Van három gyereke: Kiko, Romina, és Emilio. 
2004-ben feleségül ment Bobby Larios mexikói színészhez, de később elváltak. 2007-ben férjhez ment Yanixán Texidóhoz.

## Filmográfia
- 2012: La Mujer de Judas - Ricarda Araujo
- 2011: A császárnő - Angela "Quimera" Galvan
- 2008: El show de Niurka - Host
- 2008: Fuego En La Sangre - Maracuya
- 2006: Lety, a csúnya lány - Paula Maria Conde
- 2004: Escandalo TV de noche - Cohost
- 2004: Corazones al limite - Dulce Maria
- 2003: Velo de Novia - Vida
- 2001: Salomé - Karicia
- 1999: Tres mujeres - Yamilé Nuñez
- 1999: Esperanza - Alcatraz Cordero
- 1998: Gotita de amor - Constanza
- 1998: Vivo por Elena - Myrtha

## Diszkográfia
- Alcatraz es dulce.... (1999)
- Salome.... (2002)

1. Huellas

- Velo de novia.... (2004)

1. Taxi

- Lo veremos todo.... (2004)

1. Nos vale (a dueto con Bobby Larios)

- La fea más bella.... (2007)

1. Se busca un hombre

- La emperadora.... (2007)

1. La Emperadora
2. Soy mexicana de corazón
3. Mi verdad
4. Yo no me voy a callar
5. No te quiere
6. Bailando y cantando
7. Ni loca
8. De parte de quién
9. Vida, vida
10. Amante toda la noche

- La emperadora re-evaluada.... (2009).